# Gelidocalamus albopubescens
Gelidocalamus albopubescens är en gräsart som beskrevs av Wan Tao Lin och Z.J.Feng. Gelidocalamus albopubescens ingår i släktet Gelidocalamus och familjen gräs. Inga underarter finns listade i Catalogue of Life.